# Ronald Harwood
Sir Ronald Harwood, CBE (Cidade do Cabo, 9 de novembro de 1934 – Sussex, 8 de setembro de 2020) foi um dramaturgo e guionista britânico. É conhecido sobretudo pelas suas peças de teatro no Reino Unido bem como pelos roteiros dos filmes The Dresser, pelo qual foi nomeado para um Óscar em 1984, e O Pianista, com que venceu o Oscar de melhor roteiro adaptado em 2003. Foi também nomeado para este prémio com o filme O Escafandro e a Borboleta em 2008.
Harwood morreu de causas naturais em sua casa em Sussex em 8 de setembro de 2020, aos 85 anos.